# Camillina antigua
Camillina antigua Platnick & Shadab, 1982 è un ragno appartenente alla famiglia Gnaphosidae.

## Etimologia
Il nome proprio deriva dalla cittadina guatemalteca di Antigua Guatemala

## Caratteristiche
I due paratipi femminili rinvenuti hanno lunghezza totale è di 4,39mm, 4,43mm; la lunghezza del cefalotorace è di 1,53mm, 1,58mm e la larghezza è di 1,18mm, 1,22mm
L'olotipo maschile rinvenuto ha lunghezza totale è di 3,89mm; la lunghezza del cefalotorace è di 1,84mm e la larghezza è di 1,36mm

## Distribuzione
La specie è stata reperita in Guatemala centro-meridionale: nella cittadina di Antigua Guatemala, appartenente al dipartimento di Sacatepéquez; e nell'Honduras occidentale, nel dipartimento di Copán

## Tassonomia
Al 2015 non sono note sottospecie e dal 1982 non sono stati esaminati nuovi esemplari